# حمض الأمينوكابرويك
```
أمينوكابرويك أسيد
 هو عامل مضاد لإنحلال 
الفايبرين
. أي انه يعمل على تثبيط تحول 
مولد البلازمين
  إلى 
البلازمين
.
```

يستعمل مضادا للنزف بعد العمليات الجراحية وعمليات الولادة.